# Modern Times (album de Jefferson Starship)
Cet article concerne l'album de Jefferson Starship. Pour l'album de Bob Dylan, voir Modern Times.
Pour les articles homonymes, voir Modern Times.
Albums de Jefferson Starship
Freedom at Point Zero
(1979) Winds of Change
(1982)
Modern Times est un album de Jefferson Starship sorti en 1981. Il marque le retour de Grace Slick, contrainte de quitter le groupe en 1978.

## Titres
| 1. | Find Your Way Back (en) | Craig Chaquico  | Chaquico, Tom Borsdorft | 4:15 |
| 2. | Stranger                | Jeannette Sears | Pete Sears              | 4:44 |
| 3. | Wild Eyes (Angel)       | Paul Kantner    | Kantner                 | 4:02 |
| 4. | Save Your Love          | J. Sears        | P. Sears                | 5:58 |

| 5. | Modern Times                               | Kantner, Mickey Thomas | Kantner  | 2:36 |
| 6. | Mary                                       | J. Sears, Chaquico     | Chaquico | 3:37 |
| 7. | Free                                       | Thomas, Chaquico       | Chaquico | 4:34 |
| 8. | Alien                                      | J. Sears               | P. Sears | 4:42 |
| 9. | Stairway to Cleveland (We Do What We Want) | Kantner, Paul Warren   | Kantner  | 3:58 |

## Musiciens
- Paul Kantner : chant, guitare rythmique, claviers
- Craig Chaquico : guitares, claviers, percussions
- David Freiberg : basse, claviers, chant
- Pete Sears : basse, claviers
- Mickey Thomas : chant
- Aynsley Dunbar : batterie, percussions, claviers
- Grace Slick : chant (sur Stranger uniquement)